# Uns geht's Prima
Uns geht's Prima [Lo estamos haciendo grande] es el primer álbum de Die Ärzte. Después del EP de 1983 Zu schön um wahr zu sein, fue su segundo lanzamiento, que causó polémica al usar como portada una cruz roja, por lo que la Cruz Roja Alemana reclamó el uso de la señal, después, los colores fueron cambiados a negro, azul, café, dorado, verde, plateado, turquesa, blanco y amarillo. Teenager Liebe fue el primer sencillo.

## Canciones
1. Mein kleiner Liebling [My pequeña amada] (Felsenheimer, Runge/Felsenheimer) – 2:26
2. Sommer, Palmen, Sonnenschein [Verano, palmeras, sol] (Urlaub) – 2:50
3. Der lustige Astronaut [El astronauta divertido] (Urlaub) – 2:29
4. Kopfhaut [ Cuero cabelludo ] (Urlaub/Felsenheimer, Runge, Urlaub) – 2:57
5. Teenager Liebe [Amor adolescente] (Urlaub) – 3:18

- Datos: Q453541